# Heath Herring
Pour les articles homonymes, voir Herring.
Heath Herring, né le 2 mars 1978 à Amarillo au Texas, est un pratiquant américain d'arts martiaux mixtes, célèbre notamment au Japon où il s'est beaucoup battu pour l'organisation Pride Fighting Championships.
Il est actuellement un poids lourd reconnu évoluant sur le circuit de l'Ultimate Fighting Championship (UFC).

## Palmarès en MMA
| 28 victoires (7 (T)KO's, 16 soumissions, 4 décisions, 1 autres), 14 défaites (4 (T)KO's, 2 soumissions, 8 décisions), 0 égalité, 1 No contest. |            |                          |                                                   |                                   |       |       |
| Date | Résultat   | Adversaire               | Nom de l'évènement                                | Méthode                           | Round | Temps |
| 9 août 2008 | Défaite    | Brock Lesnar             | UFC 87: Seek and Destroy                          | Décision Unanime                  | 3     | 5:00  |
| 1er mars 2008 | Victoire   | Cheick Kongo             | UFC 82 - Pride of a Champion                      | Décision Partagée                 | 3     | 5:00  |
| 7 juillet 2007 | Défaite    | Antonio Rodrigo Nogueira | UFC 73 - Stacked                                  | Décision Unanime                  | 3     | 5:00  |
| 7 avril 2007 | Victoire   | Brad Imes                | UFC 69 - Shootout                                 | Décision Unanime                  | 3     | 5:00  |
| 25 janvier 2007 | Défaite    | Jake O'Brien             | UFC - Ultimate Fight Night 8                      | Décision Unanime                  | 3     | 5:00  |
| 15 mars 2006 | Victoire   | Gary Goodridge           | K-1 - Hero's 4                                    | TKO (Punches)                     | 2     | 1:55  |
| 31 décembre 2005 | No Contest | Yoshihiro Nakao          | K-1 - Premium 2005 Dynamite!!                     | No Contest                        | 1     | 0:00  |
| 26 mars 2005 | Défaite    | Sam Greco                | K-1 - Hero's 1                                    | TKO (blessure au genou)           | 1     | 2:24  |
| 31 octobre 2004 | Victoire   | Hirotaka Yokoi           | Pride 28 - High Octane                            | KO (Genoux)                       | 1     | 1:55  |
| 20 juin 2004 | Défaite    | Antonio Rodrigo Nogueira | Pride GP 2004 - Critical Countdown                | Soumission (Anaconda Choke)       | 2     | 0:30  |
| 25 avril 2004 | Victoire   | Yoshiki Takahashi        | Pride GP 2004 - Total Elimination                 | TKO (Punches)                     | 1     | 4:53  |
| 1er février 2004 | Victoire   | Gan McGee                | Pride 27 - Inferno                                | Décision Partagée                 | 3     | 5:00  |
| 31 décembre 2003 | Victoire   | Paulo Cesar Silva        | Pride - Shockwave 2003                            | Soumission (Étranglement Arrière) | 3     | 0:35  |
| 9 novembre 2003 | Victoire   | Yoshihisa Yamamoto       | Pride GP 2003 - Final Conflict                    | Soumission (Etranglement)         | 3     | 2:29  |
| 8 juin 2003 | Défaite    | Mirko Filipovic          | Pride 26 - Bad to the Bone                        | TKO (Frappes)                     | 1     | 3:17  |
| 24 novembre 2002 | Défaite    | Fedor Emelianenko        | Pride 23 - Championship Chaos 2                   | TKO (Coupure)                     | 1     | 10:00 |
| 29 septembre 2002 | Victoire   | Iouri Kotchkine          | Pride 22 - Beasts From The East 2                 | TKO (Genoux)                      | 1     | 7:31  |
| 24 février 2002 | Victoire   | Igor Vovchanchyn         | Pride 19 - Bad Blood                              | Décision Unanime                  | 3     | 5:00  |
| 3 novembre 2001 | Défaite    | Antonio Rodrigo Nogueira | Pride 17 - Championship Chaos                     | Décision Unanime                  | 3     | 5:00  |
| 29 juillet 2001 | Victoire   | Mark Kerr                | Pride 15 - Raging Rumble                          | TKO (Genoux)                      | 2     | 4:56  |
| 27 mai 2001 | Défaite    | Vitor Belfort            | Pride 14 - Clash of the Titans                    | Décision                          | 3     | 5:00  |
| 25 mars 2001 | Victoire   | Denis Sobolev            | Pride 13 - Collision Course                       | Soumission (Keylock)              | 1     | 0:22  |
| 9 décembre 2000 | Victoire   | Enson Inoue              | Pride 12 - Cold Fury                              | TKO (Frappes)                     | 1     | 4:52  |
| 31 octobre 2000 | Victoire   | Tom Erikson              | Pride 11 - Battle of the Rising Sun               | Soumission (Étranglement Arrière) | 1     | 6:17  |
| 4 juin 2000 | Victoire   | Willie Peters            | Pride 9 - New Blood                               | Soumission (Étranglement Arrière) | 1     | 0:48  |
| 29 avril 2000 | Défaite    | Ramazan Mezhidov         | IAFC - Pankration World Championship 2000 [Day 2] | TKO (Coupure)                     | 1     | 4:55  |
| 5 mars 2000 | Victoire   | Rene Rooze               | 2H2H 1 - 2 Hot 2 Handle                           | Disqualification                  | 1     | 3:20  |
| 27 septembre 1999 | Victoire   | Bob Schrijber            | WVC 9 - World Vale Tudo Championship 9            | TKO (Punches)                     | 1     | 2:19  |
| 27 septembre 1999 | Victoire   | Sean McCully             | WVC 9 - World Vale Tudo Championship 9            | Soumission (Kimura)               | 1     | 0:43  |
| 27 septembre 1999 | Victoire   | Michael Tielrooy         | WVC 9 - World Vale Tudo Championship 9            | Soumission (Keylock)              | 1     | 1:14  |
| 7 septembre 1999 | Défaite    | Bobby Hoffman            | SB 13 - SuperBrawl 13                             | Décision Unanime                  | 2     | 5:00  |
| 7 septembre 1999 | Victoire   | Rocky Batastini          | SB 13 - SuperBrawl 13                             | Soumission (Étranglement Arrière) | 1     | 1:00  |
| 1er juillet 1999 | Défaite    | Alexandre Ferreira       | WVC 8 - World Vale Tudo Championship 8            | Décision                          | 1     | 30:00 |
| 1er juillet 1999 | Victoire   | Kavkaz Soultanmagomedov  | WVC 8 - World Vale Tudo Championship 8            | Soumission (Punches)              | 1     | 1:18  |
| 1er juillet 1999 | Victoire   | Erwin Van Den Steen      | WVC 8 - World Vale Tudo Championship 8            | Soumission (Punches)              | 1     | 4:33  |
| 1er juin 1999 | Victoire   | Gabe Beauperthy          | BRI 3 - Bas Rutten Invitational 3                 | Soumission (Armlock)              | 1     | 4:43  |
| 1er juin 1999 | Victoire   | Hoss Carter              | BRI 3 - Bas Rutten Invitational 3                 | Soumission (Keylock)              | 1     | 1:07  |
| 15 mai 1999 | Défaite    | Travis Fulton            | EC 24 - Extreme Challenge 24                      | Décision                          | 1     | 12:00 |
| 17 avril 1999 | Victoire   | Phil Deason              | WVF - Durango                                     | Soumission (Keylock)              | 1     | 0:13  |
| 17 avril 1999 | Victoire   | Nik Bickle               | WVF - Durango                                     | Soumission (Frappes)              | 1     | 0:32  |
| 22 novembre 1997 | Victoire   | Evan Tanner              | PSDA - PSDA                                       | Soumission (Étranglement Arrière) | 1     | 8:20  |
| 18 octobre 1997 | Défaite    | Evan Tanner              | USWF 7 - Unified Shoot Wrestling Federation 7     | Soumission (Fatigue)              | 1     | 6:19  |
| 12 avril 1997 | Victoire   | Chris Guillen            | USWF 4 - Unified Shoot Wrestling Federation 4     | Soumission (Étranglement Arrière) | 1     | 2:10  |